# Pholis laeta
Pholis laeta är en fiskart som först beskrevs av Cope, 1873.  Pholis laeta ingår i släktet Pholis och familjen tejstefiskar. Inga underarter finns listade i Catalogue of Life.